# Trugon terrestris
Trugon terrestris é uma espécie de ave da família Columbidae. É a única espécie do género Trugon.
Pode ser encontrada nos seguintes países: Indonésia e Papua-Nova Guiné.
Os seus habitats naturais são: florestas subtropicais ou tropicais húmidas de baixa altitude.